# Camp d'Andersonville
Pour les articles homonymes, voir Andersonville.
Le camp d'Andersonville (Andersonville National Historic Site), aussi connu sous le nom de camp Sumter, est un site historique national qui commémore un ancien camp de prisonniers de guerre (en anglais : POW camp, Prisoner Of War camp) situé dans le Comté de Macon à l'est d'Andersonville (Géorgie). Le camp a été utilisé durant la Guerre de Sécession par les confédérés et a été dirigé par le Capitaine Henry Wirz. 45 000 prisonniers de l'Union y ont été internés sur une période de 14 mois à partir de février 1864, dont 12 913 sont morts de faim, de malnutrition, de maladie, de violences et d'exécutions perpétrées par les gardes du camp.

## Historique

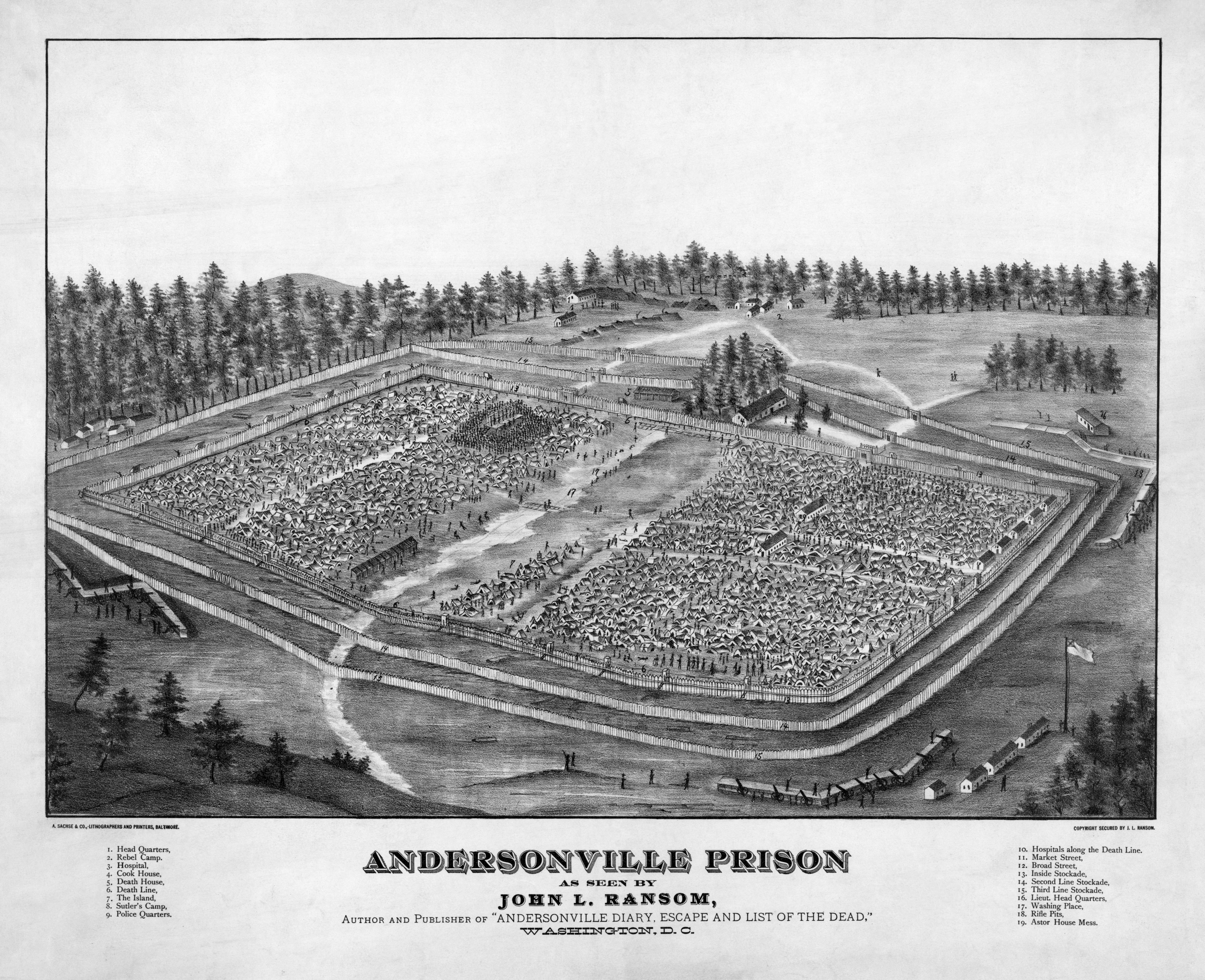
Une gravure du livre de John L. Ransom, un rescapé du camp. Le cours d'eau unique qui sert de source d' "eau potable", de latrines et d'égout à plus de 30000 hommes est bien visible, de même que les clôtures. La pendaison de six membres des « Cambrioleurs d'Andersonville » (Andersonville Raiders) a également été illustrée, en haut à gauche.

Le camp ouvre en février 1864 et s'étend initialement sur 67 000 m2 entouré par une palissade de 4,6 mètres. En juin 1864, il est agrandi jusqu'à 107 000 m2. La palissade forme alors un rectangle avec deux entrées du côté ouest. À l'automne 1864, après la Bataille d'Atlanta, les prisonniers suffisamment valides sont déplacés dans d'autres camps. Le camp a été libéré au printemps 1865 par le général Edward M. McCook. Le directeur du camp, Henry Wirz, est jugé, condamné à mort, et pendu le 10 novembre 1865.

## Organisation du camp

### Témoignage
Un prisonnier décrit son entrée dans le camp d'Andersonville  : « Quand nous sommes entrés, l'horreur que nous avons découverte nous a glacé le sang et notre cœur s'est arrêté. Devant nous se tenaient des êtres qui avaient été autrefois des hommes robustes, actifs, droits sur leurs jambes, et qui n'étaient plus maintenant que des squelettes avançant couverts de crasse et de vermine. Beaucoup de nos hommes, intensément troublés, s'exclamèrent sincèrement : « Est-ce cela l'Enfer ? », « Dieu nous protège ! », et tous pensaient que Dieu seul pourrait nous sortir vivants d'un endroit si épouvantable. Au milieu de cet espace, il y avait un marécage d'une étendue de 3 à 4 acres (de 1,2 à 1,6 hectare) dans les limites étroites du camp, et une partie de cet endroit boueux avait été utilisée comme lieu d'aisance par les prisonniers, le sol était couvert d'excréments, l'odeur qui s'en dégageait était suffocante. L'espace alloué à nos 90 hommes se trouvait situé près de cet endroit infect ; la manière dont nous allions survivre aux conditions d'un été chaud dans un tel environnement allait bien au-delà de nos préoccupations du moment ».

### Enceinte du camp

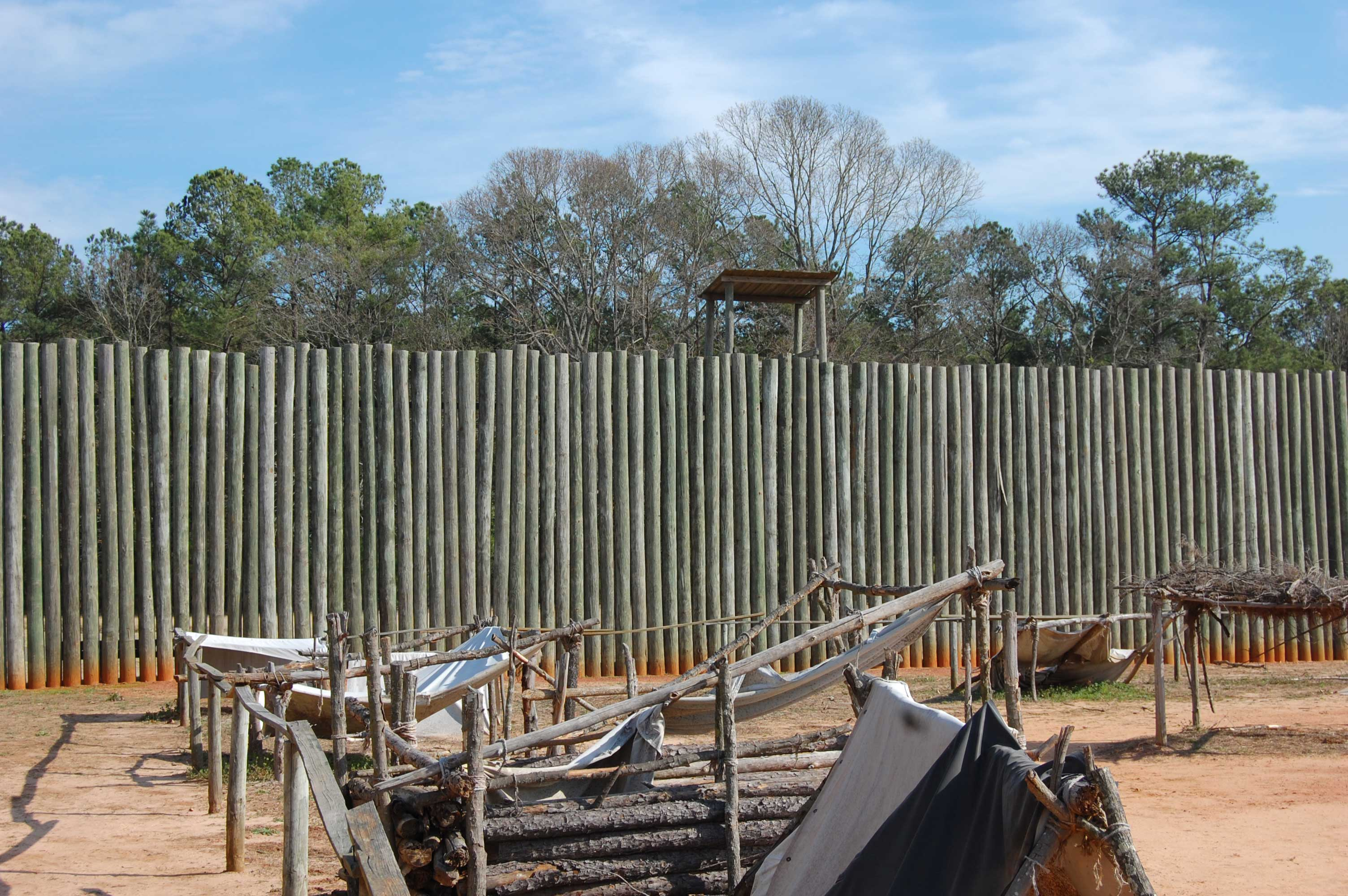
Palissade reconstituée sur le site historique du camp

Dans le camp, une clôture connue sous le nom de « limite de la mort » (dead line) a été érigée à une hauteur de 19 pieds (5,8 mètres) à l'intérieur de la palissade d'enceinte. Elle marque la limite d'un no man's land destiné à éloigner les prisonniers de la palissade, et est constituée de rondins de bois taillés à la hache d'une hauteur d'environ 16 pieds (4,9 mètres). Tout prisonnier traversant ou touchant à cette limite est systématiquement abattu par les sentinelles postées en hauteur sur la palissade, sur des « perchoirs à pigeons » (pigeon roosts).

### Conditions de vie
À ce stade de la guerre civile, le camp souffre fréquemment d'un approvisionnement insuffisant en nourriture, ceci valant aussi bien pour les prisonniers que pour le personnel confédéré du camp. Même quand les quantités nécessaires sont disponibles, les denrées fournies sont de mauvaise qualité et mal cuisinées. Pendant l'été 1864, les détenus souffrent gravement de la faim, des intempéries et de maladies : en l'espace de sept mois, un tiers d'entre eux meurt de maladies diagnostiquées comme la dysenterie et le scorbut. Les défunts sont enterrés dans des charniers, une procédure standardisée par les autorités du camp. Ce taux de mortalité est, au regard des standards de l'époque, extrêmement élevé pour une période aussi courte.
Les détenus vivent dans des habitations de fortune constituées principalement de tentes militaires ou d'abris improvisés faits de branches et de toile, sans fondations, qui ne leur offrent qu'une protection dérisoire face à la pluie, au vent, au froid, et à la chaleur, surtout pendant l'été 1864. 

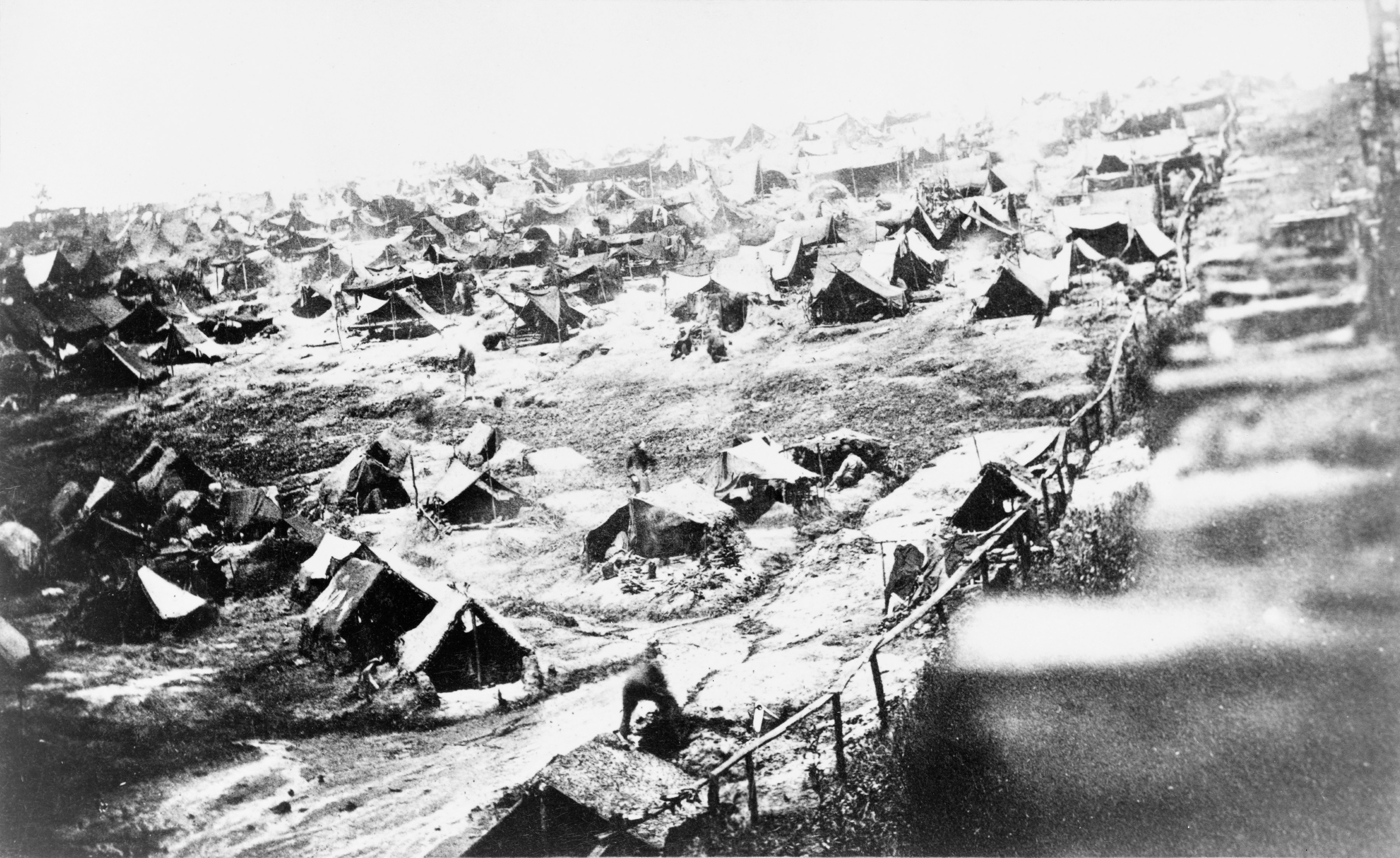
Une photo (datée du 17 août 1864) d'un coin du camp Sumter, 6 mois après son ouverture. Les toiles de tente tendues au-dessus de trous sont les seuls abris autorisés ; il n’existe aucune installation sanitaire dans ce qui est alors la 5e ville de la Confédération par le nombre de ses habitants. À droite (entre la main-courante et le bord de la photo) est visible le no man’s land (death line) au pied de la palissade : tout prisonnier qui y pénétrait était tué par les gardes montés sur des miradors.

Les plus chanceux dorment sur des paillasses, les autres à même le sol. Les couvertures, récipients de cuisine, vêtements, chapeaux et chaussures sont ce que les prisonniers ont pu garder de leur équipement de campagne initial à leur arrivée, les fournitures du camp étant épisodiques et inadaptées à la surpopulation du camp. À la faim, la soif, la maladie et au dénuement, s'ajoute une promiscuité croissante due à l'arrivée régulière de nouveaux prisonniers sur un espace restreint. Pour ce qui est de l'hygiène corporelle, l'approvisionnement en eau se fait par un cours d'eau traversant le camp qui est vite pollué par la surpopulation carcérale. Bien que certains endroits soient utilisés comme lieu d'aisance, les prisonniers n'ont que ce cours d'eau pour se laver.
Les détenus subissent non seulement les gardiens, la famine et les intempéries, mais aussi les agressions et les vols commis par un groupe très organisé de prisonniers qui se nomment eux-mêmes les « Cambrioleurs d'Andersonville » (Andersonville Raiders), qui armés de gourdins attaquent leurs camarades détenus et leur volent nourriture, bijoux, argent et vêtements en les menaçant, les violentant et parfois les tuant. Un groupe de sécurité, les Regulators, se forme alors dans le camp pour s'y opposer, arrête la plupart des Raiders (dont le nombre estimé jusqu'à 500 membres comptait en fait une centaine de membres réguliers et actifs), et les mène devant un tribunal constitué d'un juge et d'un jury choisis parmi les détenus du camp ; les déclarés coupables furent condamnés à des peines diverses : « Courir le gantelet » (Running the Gauntlet, une punition d'origine antique qui consiste à faire courir le condamné entre deux rangées d'hommes qui le frappent à son passage), la mise au carcan, le boulet et les chaînes (Ball and Chain, le condamné est enchaîné à un poids lourd à porter), et la pendaison pour six d'entre eux.

### Décisions officielles
Les conditions de vie se dégradent tellement qu'en juillet 1864, le commandant du camp Henry Wirz désigne 5 soldats prisonniers pour rédiger une pétition qui est signée par la plupart des détenus, demandant à l'Union de rétablir l'échange de prisonniers entre le Nord et le Sud. La requête est rejetée.
À la fin de l'été 1864, la confédération propose la libération sans condition des prisonniers de guerre si l'Union accepte d'envoyer des bateaux pour les rapatrier (le camp d'Andersonville n'est accessible que par voie ferrée). À l'automne, après la prise d'Atlanta par le général nordiste William T. Sherman, tous les prisonniers valides sont déplacés à Millen et Florence, en Géorgie. Après la marche vers la mer du Général Sherman, les prisonniers sont renvoyés au Camp d'Andersonville où depuis, les conditions de vie se sont quelque peu améliorées.

## Conséquences

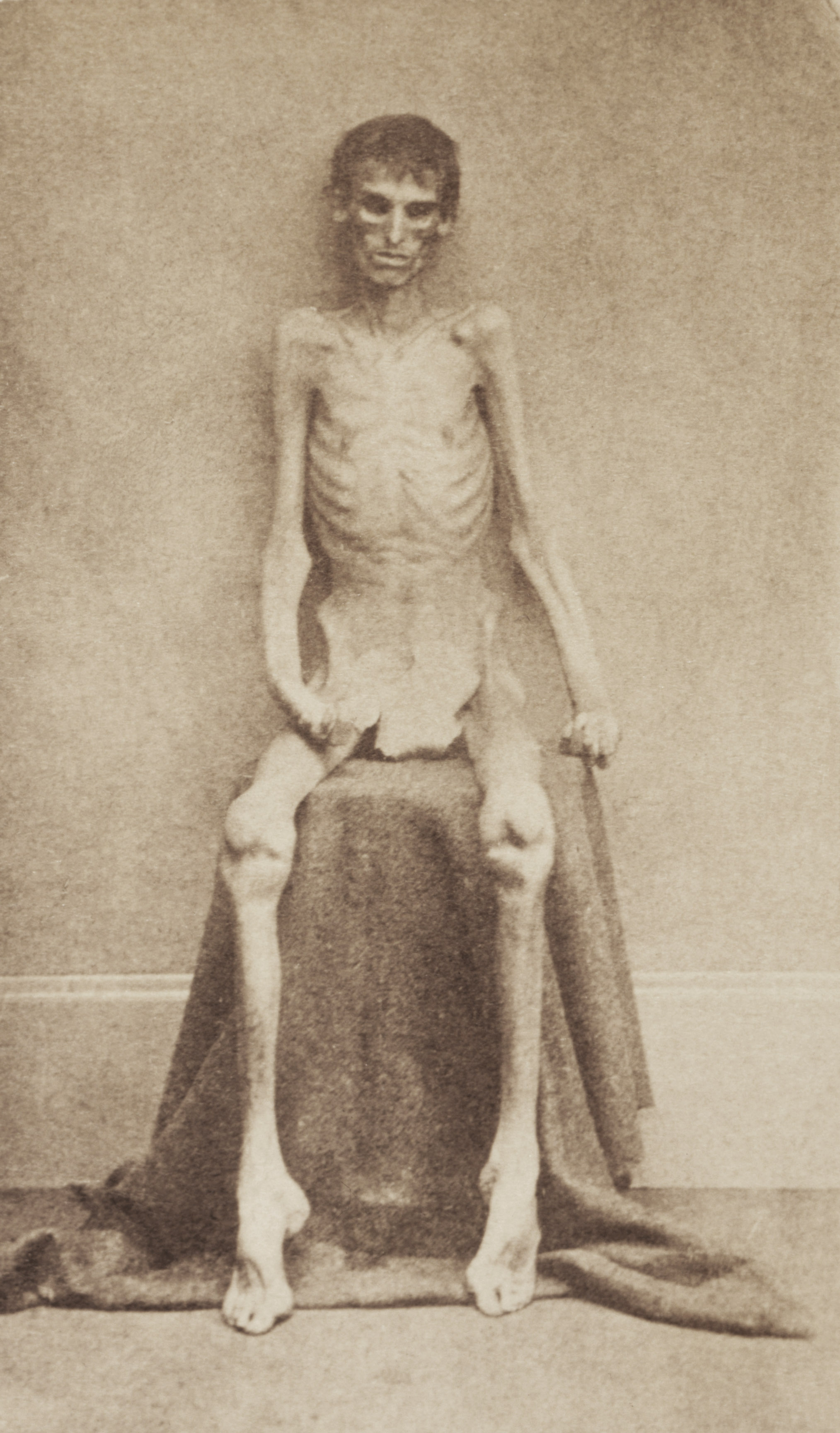
Un rescapé du camp Sumter, photographie de la collection de la Bibliothèque du Congrès des États-Unis

### Bilan humain
Environ 45 000 prisonniers de guerre sont internés au camp d'Andersonville durant la guerre, 12 913 d'entre eux y trouvent la mort, soit un taux de mortalité global d'environ 28 %. Les causes des décès sont toujours sujettes à débat chez les historiens. Certains soutiennent qu'il s'agit de crimes de guerre délibérés perpétrés par les confédérés contre des soldats de l'Union, d'autres soulignent le rôle des maladies dues à une surpopulation extrême, le manque de nourriture dans la confédération, l'incompétence du personnel d'encadrement du camp, et le refus de la confédération de libérer sur parole les soldats noirs qui a eu pour effet d'emprisonner des soldats des deux armées opposées et d'accroître la surpopulation.

### Après la guerre

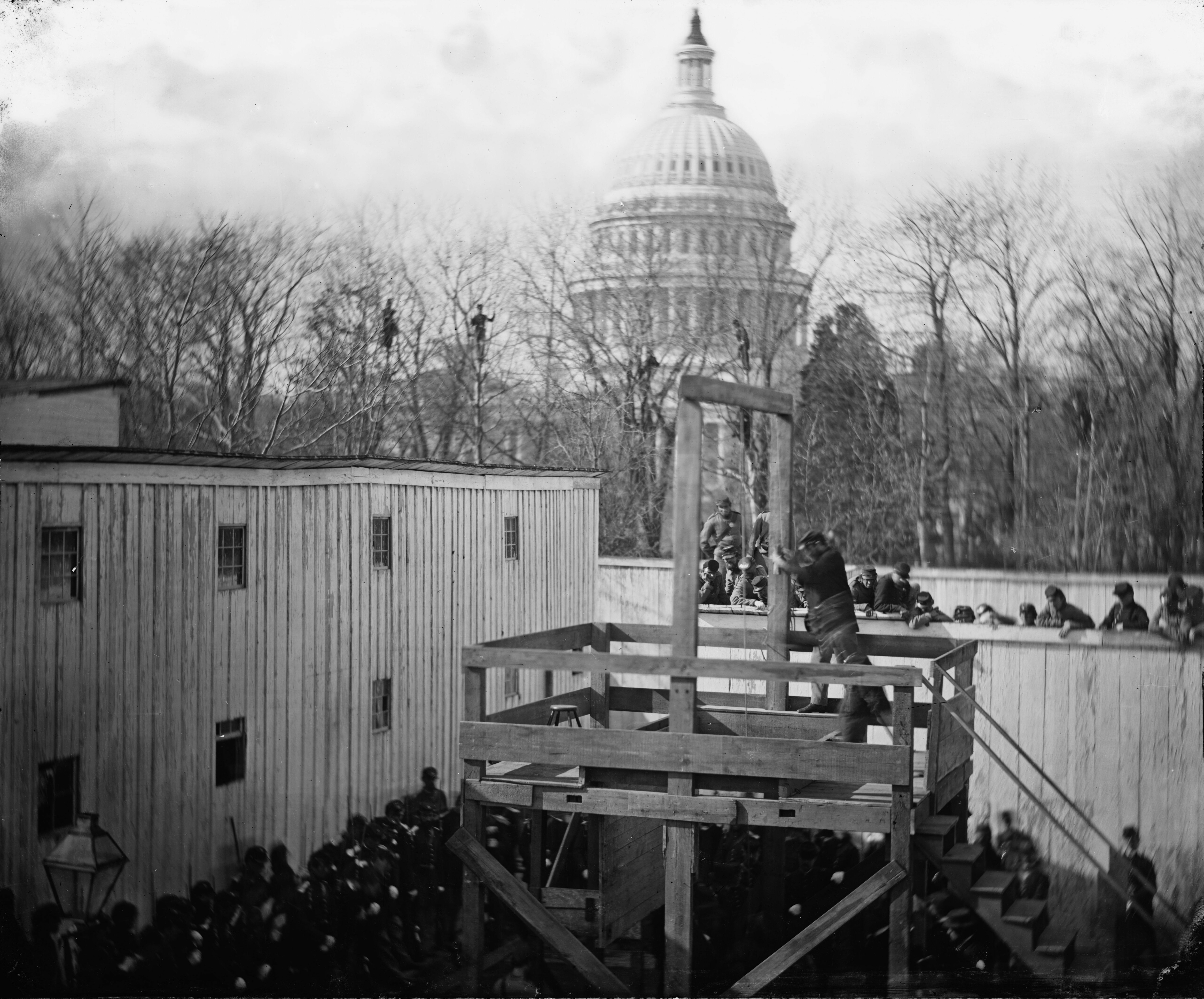
La pendaison de Henry Wirz. Au fond, le dôme tout neuf du Capitole. Noter les curieux grimpés dans les arbres.

Après le conflit, Henry Wirz, Commandant du Camp Sumter, arrêté en mai 1865 par un détachement de cavalerie, est jugé par un tribunal militaire pour conspiration et meurtre. Le procès se tient du 23 août au 18 octobre 1865 au Capitole à Washington D.C. et fait la une de tous les journaux du pays. Le tribunal est présidé par le général Lew Wallace. De nombreux anciens prisonniers y viennent témoigner de la vie dans le camp, beaucoup accusent Wirz d'actes de cruauté dont la plupart ne seront néanmoins pas retenus car Wirz n'était pas présent dans le camp quand ils ont été perpétrés. Le tribunal étudie particulièrement la correspondance épistolaire des archives confédérées qui ont été saisies : la plus accablante de ces pièces s'avère être un courrier adressé au Surgeon General confédéré par le docteur James Jones, envoyé en 1864 par le gouvernement de Richmond pour s'enquérir des conditions de vie du camp. Horrifié par ce qu'il découvre, Jones rédige un rapport précis qui n'épargne aucun détail, et qui est considéré par le procureur comme suffisant pour déterminer la culpabilité de Wirz. Wirz de son côté veut prouver qu'il a imploré les autorités confédérées pour qu'on lui livre plus de nourriture et qu'il a essayé d'améliorer les conditions de vie des prisonniers de l'Union.
Le tribunal déclare Henry Wirz coupable de meurtre et le condamne à la peine de mort. Henry Wirz est exécuté par pendaison le 10 novembre 1865. Cette condamnation est très exceptionnelle étant donné le nombre très faible de personnes jugées et condamnées à mort après la guerre.

## Mémoire

### Lieu de commémoration
Le site historique national de camp Sumter est aujourd'hui un site classé et ouvert aux visites. Un musée, le National Prisoner of War Museum y a été ouvert en 1998 et présente des expositions sur la capture, l'emprisonnement, les conditions de vie et les souffrances de tous les prisonniers de guerre (POW : Prisoner Of War) américains à toutes les époques. Le cimetière à proximité compte 13 714 tombes, dont 921 portent la mention : "inconnu" : l'identification de nombreux prisonniers et le report de leurs noms sur les pierres tombales est en partie l'œuvre de Clara Barton, infirmière et humanitaire renommée. Le site est référencé comme Cimetière national.

### Filmographie
Le film « Andersonville » (Turner Entertainment, 1996) de John Frankenheimer retrace le parcours d'un groupe de soldats de l'Union capturés et emprisonnés à Camp Sumter. Le scénario est inspiré du journal personnel de John Ransom, un ancien prisonnier. Bien que certaines séquences du film soient imaginaires, les conditions de vie décrites dans le film sont conformes au récit de Ransom, en particulier sur l'administration du camp par Henry Wirz, surnommé « le Hollandais volant » (The Flying Dutchman).

### Musique
La chanson Andersonville du groupe de power metal suédois Civil War a pour objet les tourments des prisonniers du camp.